# Trovatore

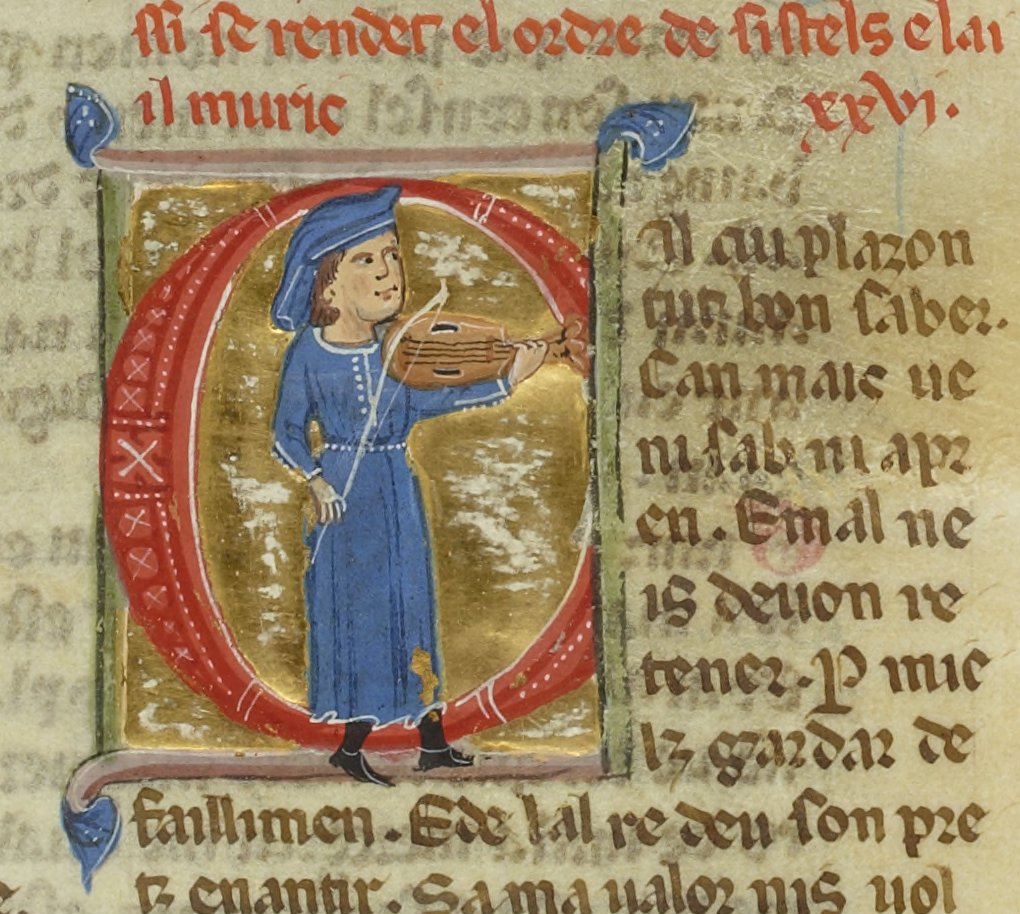
Un trovatore (Perdigon) che suona la sua viella

Durante i secoli centrali del Basso Medioevo (1100–1230), il trovatore (o trovadore o trobadore - al femminile trovatrice o trovatora o trovadora - in occitano trobador pronuncia occitana: [tɾuβaˈðuɾ], originariamente [tɾoβaˈðoɾ] - al femminile trobairitz [tɾuβajˈɾits]) era un compositore ed esecutore di poesia lirica occitana (ovvero di testi poetici e melodie) che utilizzava la lingua d'oc, parlata, in differenti varietà regionali, in quasi tutta la Francia a sud della Loira.
I trovatori non utilizzavano il latino, lingua degli ecclesiastici, ma usavano nella scrittura l'occitano. Indubbiamente, l'innovazione di scrivere in volgare fu operata per la prima volta proprio dai trovatori, supposizione, questa, da inserire nell'ambiente di fervore indipendentistico locale e nazionalistico (vedi età dei Comuni, nascita delle Università, eresie e autarchie cristiane).

## Introduzione

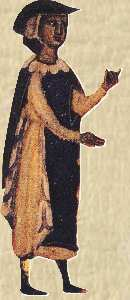
Bernart de Ventadorn, trovatore medievale, immagine di un manoscritto del XIII secolo

La scuola o tradizione trobadorica inizia nell'XI secolo in Occitania (regione culturalmente autonoma rispetto a quella del nord dove invece si parlava la lingua d'oïl, idioma da cui deriverà poi il francese moderno) e continua nei secoli XII e XIII nelle sue corti aristocratiche. Successivamente, in seguito alla crociata contro gli Albigesi, i trobadori si spostarono in Italia settentrionale, in Sicilia alla corte di Federico II, in Spagna (soprattutto in Catalogna) e perfino in Grecia. 
Il loro prestigio acquisito influenzerà tutte le principali tradizioni letterarie d'Europa: il Minnesang in Germania, la cosiddetta scuola siciliana, la poesia toscana delle origini, la poesia mozarabica, il trovadorismo in Galizia e Portogallo e quella dei trovieri nella Francia settentrionale. Questi ultimi si differenziavano dai trovatori per il fatto che erano attivi al nord della Francia e scrivevano in lingua d'oïl.
Dopo il periodo "classico" intorno alla fine del XII secolo e una rinascita alla metà del secolo seguente, l'arte dei trovatori declina nel XIV secolo e alla fine si estingue in concomitanza con l'epidemia di peste nera (1348). Tuttavia, durante i secoli XIV e XV, i Jeux floraux organizzati dal Consistori di Tolosa tenteranno (con successo alquanto discutibile) di continuare la tradizione della poesia e della lingua dei trovatori. Le opere trobadoriche sono note principalmente attraverso le raccolte manoscritte che prendono il nome di canzonieri.
I componimenti delle canzoni trobadoriche erano monodici, ovvero a una sola voce, mentre i testi avevano per argomento principale i temi di cavalleria e dell'amor cortese, in maggior parte metafisici, intellettuali e stereotipati. Molte sono satire comiche o volgari. I componimenti possono essere raggruppati in tre stili: il trobar leu (leggero), trobar ric (ricco) e il trobar clus (chiuso). Allo stesso modo, ci sono molti generi, il più popolare dei quali è la canso, ma ci sono anche sirventes e tenzones in special modo popolari nel periodo post-classico, in Italia, e tra i trovatori donne, vale a dire le trobairitz.

## Etimologia

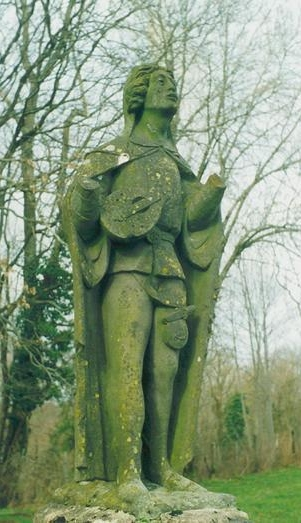
Statua di trovatore nel parco del castello di Ayrens

Discussa è l'origine del nome occitano "trobador" e dei termini affini o del tutto simili in altre lingue: trov(i)èro e poi trovatore in italiano, trovador in spagnolo e portoghese, trobador in catalano e galiziano.
La prima volta che si fa menzione della parola, nella forma trobadors, è in un testo occitano del XII secolo di Peire d'Alvernhe. Mentre il termine francese troubadour viene documentato per la prima volta nel 1575 in un contesto storico atto a individuare il “poeta di lingua d'oc operante nelle corti del XII-XIII secolo”.
In genere si accetta il fatto che "trovatore" tragga il suo significato dall'uso provenzale di trobar: "poetare".
Corrisponde al francese trouvère (XII secolo), da cui l'italiano trov(i)èro.
"Trovare", nell'attuale significato italiano, non ha alcun riscontro in latino, dove per lo stesso concetto si usavano i verbi "invenire" e "reperire".
Sono state scritte molte pagine sull'origine dell'uso provenzale, ma le proposte maggiori possono ridursi a due:
- una, che faceva risalire formalmente "trovare" al latino turbare;[1]
- l'altra, che ricostruiva un tropare con significato prima di "trovare", poi di "comporre", quindi comparare.[1]

Il verbo "trovare" veniva anche utilizzato dall'ambiente dei pescatori, usi a battere con strumenti diversi le acque per spaventare i pesci e poi catturarli (quindi cercarli per trovarli).
Alcuni studiosi obiettano che il significato di "battere" non è mai documentato per "turbare" e che, inoltre, lo sviluppo fonetico, almeno per il provenzale, non è rispettato.
G. Paris (in Romania VII 1878:418-419) aveva proposto un derivato dal latino tropu (un grecismo: da trópos) nell'accezione di "uso artistico di una parola", che Venanzio Fortunato (VI secolo d.C.) impiegò nel senso di "modo di cantare, canto".
Con le ricostruzioni si è andato più in là attraverso i germanici dar tröv "emettere un suono" e dar triev "dare ascolto" (J. Jud in Vox Romanica XI 1950:252), a conferma dell'impiego musicale, allargatosi poi, col composto contropare "confrontare", "comparare", alla terminologia giuridica.
Un sintetico quadro sulle denominazioni romanze di trovare è abbozzato nel lavoro di C. Beyer, Die Verben des “Essens”, “Schickers”, “Kaufens” und “Findens” in ihrer Geschichte vom Latein bis in die romanischen Sprachen, Leipzig-Paris 1934.

## Origini e tradizioni
I primi studi sui trovatori si focalizzano intensamente sulle loro origini, ma nessun consenso accademico è stato mai raggiunto in questo campo. Oggi, si possono distinguere almeno undici teorie concorrenti (gli aggettivi utilizzati di seguito sono una mescolanza proveniente dal dizionario inglese di musica Grove e da "Le origini e il significato dell'amor cortese" di Roger Boase:
1. Arabe (anche arabiche o ispano-arabiche)
Ezra Pound, nel suo Canto VIII, splendidamente dichiara che Guglielmo d'Aquitania "aveva portato la canzone oltre la Spagna / con i cantori e le vielle..." facendo riferimento alla canzone trobadorica. Nel suo studio, Lévi-Provençal si dice che abbia trovato quattro stanze arabo-ispaniche quasi o completamente ricopiate nel manoscritto di Guglielmo. Secondo fonti storiche, Guglielmo VIII, il padre di Guglielmo, aveva portato a Poitiers centinaia di prigionieri musulmani.[7] Trend ammette che i trovatori abbiano derivato il loro senso formale e anche la materia tematica della loro poesia dai musulmani andalusi.[8] L'ipotesi che la tradizione trobadorica venisse a essere creata da Guglielmo (più o meno, dopo la sua esperienza delle arti moresche, mentre stava combattendo per la Reconquista in Spagna) viene anche sostenuta da Ramón Menéndez Pidal all'inizio del XX secolo, ma le sue origini risalgono al Cinquecento e a Giammaria Barbieri (morto nel 1575) e a Juan Andrés (morto nel 1822). Meg Bogin, traduttore inglese delle trobairitz, si mantiene nel solco di questa ipotesi. Certamente "un corpo di canzone di pari intensità, profanità ed erotismo [esisteva] nell'arabo a cominciare dalla seconda metà del IX secolo."[9]
2. Bernardino-marianiste o cristiane
Secondo questa teoria, è la teologia sposata da Bernardo di Chiaravalle e la mariologia sempre più in auge che più fortemente influenzeranno lo sviluppo del genere trobadorico. Specificamente, l'enfasi sull'amore spirituale e religioso, il disinteresse, il misticismo, e la devozione per Maria spiegherebbero l'"amor cortese". L'enfasi riformista di Roberto d'Arbrissel sul "matronato" per raggiungere i suoi fini può spiegare l'atteggiamento del trovatore verso le donne.[10] Cronologicamente, tuttavia, questa ipotesi è dura da sostenere (le forze ipotizzate come la causa dell'insorgere del fenomeno arriveranno più tardi). Ma l'influenza della teologia mariana e bernardina può essere presa in considerazione senza che venga a essere implicata la teoria delle origini. Questa teoria venne proposta per la prima volta da Eduard Wechssler e successivamente da Dmitri Scheludko (il quale mette in risalto la riforma cluniacense) e Guido Errante. Mario Casella e Leo Spitzer vi hanno aggiunto l'influenza "agostiniana".
3. Celtiche o cavalleresco-matriarcali
La sopravvivenza di usanze sessuali pre-cristiane e i codici guerrieri delle società matriarcali, celtiche, germaniche o pittiche, tra l'aristocrazia d'Europa, può avere inciso sull'idea (fusione) dell'"amor cortese". L'esistenza del matriarcato pre-cristiano è di solito stato trattato con scetticismo, dato che soltanto fino all'Europa dell'Alto Medioevo vi si può trovare la persistenza d'elementi culturali pagani in seno al suo tessuto sociale.
4. Latino-classiche
La teoria del latino classico produce paralleli tra Ovidio, specialmente i suoi Amores e Ars amatoria, e la lirica dell'amor cortese. L'aetas ovidiana che predomina nel XII secolo all'interno e nei dintorni di Orléans, l'ideologia quasi-ciceroniana che prevale nella corte imperiale, e i frammenti di Platone allora a disposizione degli studiosi, sono stati tutti citati come influenze classiche sulla poesia trobadorica.[11]
5. (Cripto-)catare
Secondo questa tesi, la poesia trobadorica è un riflesso della dottrina religiosa catara. Mentre la teoria viene sostenuta a tratti dal resoconto tradizionale e quasi-universale del declino dei trovatori in coincidenza con la soppressione del catarismo durante la crociata albigese[12] (prima metà del XIII secolo). Il significato esplicitamente cattolico di molti componimenti trobadorici arcaici non danno ugualmente sostegno alla teoria.
6. Liturgiche
La lirica trobadorica potrebbe essersi sviluppata dalla liturgia e innodia cristiana, oltre che dall'influenza del Cantico dei cantici. Non vi è alcuna precedente poesia latina che somigli a quella dei trovatori. Su queste basi, nessuna teoria delle origini di quest'ultima dal latino classico o post-classico può essere costruita, ma ciò non ha scoraggiato alcuni nel credere che un corpus latino preesistente deve esserci stato, anche se è andato perduto.[13] Il fatto che molti trovatori avessero ricevuto la loro istruzione grammaticale in latino attraverso la Chiesa (dai clerici, chierici) e che molti venivano formati musicalmente tramite la Chiesa è ben documentato. La scuola di musica di Saint-Martial a Limoges ne è un esempio.[14] I tropi "para-liturgici" già vi erano in uso nel periodo precedente alla comparsa dei trovatori.
7. Feudali-sociali o -sociologiche
Questa teoria, o insieme di teorie correlate, ha guadagnato terreno nel XX secolo, come un approccio alla questione più metodologico che teorico, chiedendo non da dove provenga la forma o il contenuto della lirica, ma piuttosto quale situazione/circostanze la fecero sorgere.[15] Sotto l'influenza marxista, Erich Köhler, Marc Bloch e Georges Duby hanno suggerito che l'"egemonia essenziale" della moglie del signore nel castello durante la sua assenza fosse una forza trainante. L'uso della terminologia feudale nelle poesie trobadoriche viene considerato probatorio. Questa teoria è stata sviluppata in direzione di una spiegazione psicologica distante da una motivazione sociologica.
8. Folcloristiche o ritualistiche popolari primaverili (Spring Folk Ritual)
Secondo María Rosa Menocal, Alfred Jeanroy per primo suggerì nel 1883 che folclore e tradizione orale diedero origine alla poesia trobadorica. Secondo F. M. Warren, fu Gaston Paris, il critico letterario di Jeanroy, nel 1891, che per primo individua le origini trobadoriche nelle danze festive delle donne che ascoltano la primavera nella Valle della Loira. Questa teoria da allora è stata ampiamente screditata, ma la scoperta delle jarchas sollevano la questione dell'estensione della letteratura (orale o scritta) nell'XI secolo e ancor prima.[15]
9. Latino-medievali o mediolatine (goliardiche)
Hans Spanke analizza la connessione intertestuale tra latino medievale e volgare (come le canzoni goliardiche). Questa teoria è sostenuta da Reto Bezzola, Peter Dronke e il musicologo J. Chailley. Secondo loro, trobar significa "inventare un tropo", essendo il tropo una poesia dove le parole vengono utilizzate con un significato diverso da quello che comunemente hanno, vale a dire metaforico e metonimico. Questa poesia era originariamente inserita in una serie di modulazioni finali di una canzone liturgica. Poi il tropo diventa un pezzo autonomo organizzato in forma di stanza.[16] In questa connessione, Brinkmann sottolinea l'influenza dei poeti della "scuola della Loira" del tardo secolo XI, come Marbodio di Rennes e Ildeberto di Lavardin.[17]
10. Neoplatoniche
Questa teoria è una delle più cervellotiche. Gli "effetti nobilitanti dell'amore" nello specifico sono stati identificati come neoplatonici.[18] Il fatto che questa teoria richieda una seconda teoria su come il neoplatonismo fosse stato trasmesso ai trovatori viene visto come una forza o una debolezza; forse può essere correlata con una delle altre storie delle origini o forse svolgere solo un ruolo marginale. Käte Axhausen ha "sfruttato" questa teoria e A. J. Denomy l'ha collegata con l'arabo (attraverso Avicenna) e il cataro (attraverso Giovanni Scoto Eriugena).[19]

## Storia

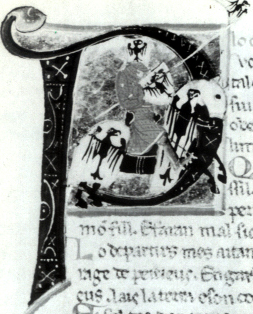
La prima poesia composta dal ritorno dalla crociata del 1101 di Guglielmo IX d'Aquitania, raffigurato nella miniatura del manoscritto come un cavaliere

### Periodo antico
Il primo trovatore di cui sopravvive un qualche componimento è Guilhem de Peitieus, ovvero Guglielmo IX d'Aquitania, (1071–1127). Peter Dronke, autore di La lirica medievale, tuttavia, crede, come vari altri critici, che
Il suo nome si è conservato poiché egli era il Duca d'Aquitania, ma la sua opera ha a che fare con strutture già pre-stabilite; Ebolo II di Ventadorn viene spesso accreditato come predecessore, sebbene nessuno dei suoi componimenti ci sia pervenuto. Orderico Vitale ci dice che Guglielmo compose le sue canzoni, riguardo alle sue esperienze avute, al ritorno dalla Crociata del 1101 (1102 ca.). Questo può essere il primo riferimento alle liriche trobadoriche.
Orderico ci fornisce inoltre (1135) ciò che potrebbe essere la prima descrizione dell'esibizione del trovatore: un testimone oculare racconta di Guglielmo d'Aquitania.

### Estensione (rayonnement)
La prima metà del XII secolo vide documentati relativamente pochi trovatori. Soltanto negli ultimi decenni del secolo esplode l'attività del trovatore. Quasi la metà di tutte le opere trobadoriche del periodo 1180–1220 sopravvivono.
In totale, ci sono oltre 2 500 liriche trobadoriche disponibili, come manufatti linguistici, per lo studio (Akehurst, 23).
La tradizione dei trovatori sembra abbia avuto inizio nell'Aquitania occidentale (Poitou e Saintonge) e Guascogna, da lì espandendosi oltre all'interno dell'Aquitania orientale (Limosino e Alvernia) e Provenza. Al suo apogeo diventa popolare in Linguadoca e nelle regioni di Rouergue, Tolosa e Quercy (1200 ca.). Infine, all'inizio del XIII secolo inizia a espandersi prima in Italia e poi Catalogna, e da qui nel resto della Spagna, influenzando inoltre tutte le scuole letterarie d'Europa: la scuola siciliana, toscana, tedesca, mozaraba e portoghese. Questo sviluppo è stato chiamato il rayonnement des troubadours (l'irradiamento dei trovatori).

### Periodo classico
Il periodo classico dell'attività trobadorica dura grosso modo dal 1170 al 1220. I più famosi nomi tra le file dei trovatori appartengono a questo periodo, durante il quale l'arte lirica dei trovatori arriva al culmine della sua popolarità con il maggior numero di poesie sopravvissute. Distinta come genere diventa la canso, o canzone d'amore, il cui maestro, e il trovatore che riassume il periodo classico, è Bernart de Ventadorn, tenuto in gran considerazione dai suoi contemporanei, come lo era Giraut de Bornelh, reputato dal suo biografo il più grande compositore di melodie che mai sia vissuto, e Bertran de Born, il maestro del sirventes, o canzone politica, che acquista in questa fase sempre più popolarità. Marcabruno è il trovatore più completo e rappresentativo della prima generazione dei trovatori.
Il periodo classico viene a essere visto dalle successive generazioni, specialmente durante il XIV e il XV secolo e fuori dall'Occitania, come il più alto punto toccato dalla poesia lirica e i suoi generi come modelli da emulare. La lingua dei poeti classici, insieme alla sua grammatica e vocabolario, allo stile e ai temi, erano l'ideale a cui aspiravano i poeti del risveglio trobadorico a Tolosa e i loro contemporanei catalani e castigliani. Durante il periodo classico le "regole" di composizione poetica furono per la prima volta standardizzate e scritte da Raimon Vidal e successivamente da Uc Faidit.

## Chi erano
I trovatori a noi noti provengono da esperienze diverse, conducendo la loro vita in una molteplicità di modi, vivendo e viaggiando in molti luoghi differenti, e attivi in molti tipi di contesti sociali. I trovatori non erano intrattenitori girovaghi e, in genere, restavano in un posto per un lungo periodo di tempo, sotto la protezione e il mecenatismo di un ricco nobile o una nobildonna. Tuttavia, molti viaggiavano in modo esteso, soggiornando da una corte all'altra.

### Status sociale
Il loro status sociale era il più disparato, dall'alta nobiltà come lo era il Duca d'Aquitania e Jaufré Rudel, della classe cavalleresca (Cercamon e Marcabru). Al più antico trovatore, il Duca d'Aquitania, proveniente dall'alta nobiltà, seguono immediatamente due membri della classe cavalleresca, Cercamon e Marcabru, e un rappresentante della classe principesca, Jaufré Rudel. Dapprincipio, i trovatori erano sempre dei nobili, talvolta di alto e talvolta di basso rango. Molti trovatori vengono descritti nelle loro vidas come cavalieri poveri, tra cui: Berenguier de Palazol, Gausbert Amiel, Guilhem Ademar, Guiraudo lo Ros, Marcabru, Peire de Maensac, Peirol, Raimon de Miraval, Rigaut de Berbezilh e Uc de Pena. Albertet de Sestaro viene descritto come il figlio di un nobile menestrello, presumibilmente di un lignaggio nobile minore.
I successivi trovatori in special modo potevano appartenere alle classi inferiori, che vanno da quella media di mercanti e "burgers" (borghesi, persone stanziate in città) ai commercianti e ad altri che svolgevano lavori manuali. Salh d'Escola e Elias de Barjols erano descritti come figli mercanti ed Elias Fonsalada era il figlio di un "borghese" che svolgeva l'attività di menestrello. Perdigon era il figlio di un "povero pescatore" ed Elias Cairel di un maniscalco. Nella vida di Arnaut de Mareuil si specifica la sua provenienza da famiglia povera, ma non si sa se fosse povera secondo il modello standard di nobile o in senso generale.
Molti trovatori possedevano anche un'educazione clericale. Per alcuni questo rappresentava il trampolino di lancio per le loro composizioni, dato che l'istruzione clericale li equipaggiava di una conoscenza delle forme poetiche e musicali così come della formazione vocale. Le vidas dei successivi trovatori richiamano il loro status clericale: Aimeric de Belenoi, Folchetto di Marsiglia (che diventa vescovo), Gui d'Ussel, Guillem Ramon de Gironella, Jofre de Foixà (che diventa abate), Peire de Bussignac, Peire Rogier, Raimon de Cornet, Uc Brunet e Uc de Saint Circ.

### Trovatori, menestrelli e giullari
I menestrelli e giullari (joglars) a differenza dei trovatori, non componevano, ma cantavano e recitavano opere altrui, ovvero dei trovatori. Non era raro all'apogeo della cultura trobadorica vedere un trovatore attaccare con disprezzo un menestrello onde ristabilire i rispettivi ruoli. Un trovatore poteva dunque scrivere la sua composizione ed eseguirla lui stesso, oppure farla eseguire da un menestrello. Nonostante le distinzioni rilevate, molti trovatori erano anche noti come joglars, prima o anche dopo che iniziassero a comporre, come Aimeric de Belenoi, Uc Brunet, Uc de Saint Circ e tanti altri.
I termini occitani trobador e trobaire sono relativamente rari se confrontati al verbo trobar (comporre, inventare), di solito applicato allo scrivere poesia, a significare che una poesia era originale per un autore (trobador) e non semplicemente cantata o suonata da qualcuno. Il termine, utilizzato in massima soltanto nei lavori più accurati, come le vidas, non veniva in genere applicato alla composizione musicale o al canto, anche quando la stessa poesia trobadorica non era molto precisa. Tuttavia, a volte, nella metà del XII secolo, una distinzione veniva puntualmente fatta tra un inventore di una stanza originale e gli esecutori di quelle altrui. Questi ultimi venivano chiamati joglars, dal latino ioculatores, dando adito anche alla forma francese jongleur, al castigliano juglar e all'inglese juggler (giocoliere), riferito a un tipo più specifico di esecutore. Il jongleur/joglar medievale è in realtà un menestrello.
Al culmine della poesia trobadorica (il periodo "classico"), si vedono i trovatori spesso attaccare i jongleurs e, per lo meno, due piccoli generi sorgono intorno al tema: l'ensenhamen joglaresc e il sirventes joglaresc. Questi termini sono messi comunque in discussione, poiché l'aggettivo joglaresc sembra implicare "la maniera dei jongleurs". Inevitabilmente, i lavori di detto genere sono attacchi verbali ai jongleurs, in generale e nello specifico, bollati come individui urlatori. È chiaro, per esempio, dalla poesia di Bertran de Born, che i joglars fossero esecutori che non solevano comporre e che spesso eseguivano le canzoni dei trovatori, cantando, suonando strumenti, danzando e facendo inoltre acrobazie.
Nel tardo secolo XIII Guiraut Riquier lamentava le inesattezze dei suoi contemporanei scrivendo una lettera ad Alfonso X di Castiglia, un illustre mecenate di letteratura e dell'erudizione di tutti i generi, onde fare chiarezza sull'appropriato utilizzo dei termini trobador e joglar. Secondo Riquier, ogni vocazione merita un nome appropriato e l'utilizzo abborracciato di joglar copre una moltitudine di attività, ad alcune delle quali, senza alcun dubbio, Riquier non voleva essere associato. Alla fine Riquier argomenta — e Alfonso X sembra essere d'accordo, sebbene la sua "risposta" sembra essere stata scritta dallo stesso Riquier — che un joglar non era altro che un intrattenitore di corte (opposto al popolano o a un individuo di classe inferiore) e un trovatore, un poeta e compositore.
Nonostante le distinzioni rilevate, molti trovatori erano anche noti come joglars (giocolieri, giullari, menestrelli), prima o anche dopo che iniziassero a comporre. Erano di fatto joglars-trovatori: Aimeric de Belenoi, Aimeric de Sarlat, Albertet Cailla, Arnaut de Mareuil, Elias de Barjols, Elias Fonsalada, Falquet de Romans, Guillem Magret, Guiraut de Calanso, Nicoletto da Torino, Peire Raimon de Tolosa, Peire Rogier, Peire de Valeira, Peirol, Pistoleta, Perdigon, Salh d'Escola, Uc de la Bacalaria, Uc Brunet, e Uc de Saint Circ.

### Vidaserazos
Una vida (che sta per "vita" in occitano) è una breve biografia in prosa di un trovatore, scritta in occitano. Nei canzonieri (vale a dire, le collezioni di manoscritti della poesia trobadorica medievale), le opere di un particolare autore sono spesso accompagnate da una breve biografia in prosa. Le vidas sono i primi lavori di una certa rilevanza di saggistica in prosa volgare. Ciò nondimeno, sembra che molti di essi derivino le loro notizie dalle letture (in senso letterale) delle stesse poesie a cui sono riferite, lasciando perciò in dubbio la loro affidabilità storica. La maggior parte delle vidas sono state composte in Italia nel 1220-1230, molte da Uc de Saint Circ.
Il termine occitano razo ("ragione") è allo stesso modo un breve componimento in prosa scritto in lingua occitana che specifica le circostanze di una particolare composizione. Una razo normalmente introduce un componimento poetico, spiegato in essa, che può, tuttavia, condividere alcune delle caratteristiche di una vida. Le razos peccano degli stessi difetti delle vidas in termini di affidabilità, molte delle quali sono parimenti dovute al lavoro di Uc de Saint Circ.

### Podestà-trovatori

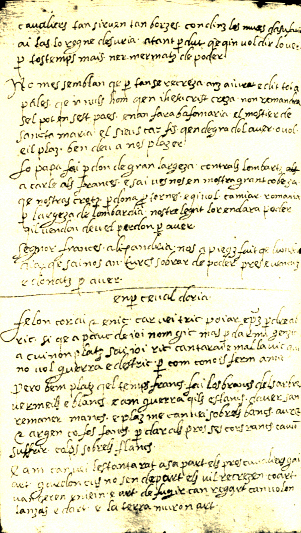
Corsivo italiano del tardo XVI secolo su carta, che documenta una canzone di Percivalle Doria

Sorge in Italia un fenomeno, individuato all'inizio del XX secolo da Giulio Bertoni, riguardo a uomini che svolgono in molte città l'attività podestarile a vantaggio di volta in volta del partito dei guelfi o dei ghibellini, che scrivono componimenti politici in rima in lingua occitana. Queste figure in genere provengono dalla classe media urbana, e aspirano a una cultura elevata, anche se, diversamente dalla nobiltà, non sono mecenati di letteratura, ma i suoi divulgatori e lettori.
Il primo podestà-trovatore è Rambertino Buvalelli, possibilmente il primo trovatore nato in Italia, podestà di Genova tra il 1218 e il 1221. Il guelfo Rambertino presta servizio di volta in volta come podestà di Brescia, Milano, Parma, Mantova e Verona. È probabilmente durante la sua occupazione triennale che introduce la poesia lirica occitana in città che, successivamente, svilupperà una fiorente cultura letteraria occitana.
Tra i podestà-trovatori successivi a Rambertino, quattro sono di Genova: i guelfi Luchetto Gattilusio (che svolge la sua attività a Milano, Cremona e Bologna), i ghibellini Percivalle Doria (attivi ad Arles, Avignone, Asti e Parma) e Simone Doria (già podestà di Savona e Albenga). Tra i podestà-trovatori non genovesi c'è Alberico da Romano, un nobile di alto rango, mecenate e compositore di poesia lirica occitana, che governa Vicenza e Treviso, a volte come ghibellino e altre come guelfo.
Andrebbe fatta menzione del trovatore provenzale Isnart d'Entrevenas, il quale fu podestà di Arles nel 1220, sebbene non si adatti al fenomeno che Giulio Bertoni aveva per primo identificato in Italia.

### Alcuni trovatori
- Alberto Malaspina
- Arnaut Daniel, ricordato nel XXVI canto del Purgatorio
- Bartolomeo Zorzi
- Bernard de Ventadorn
- Bertran de Born, ricordato da Dante nel XXVIII canto dell'Inferno
- Cercamon
- Marcabru
- Folchetto di Marsiglia
- Giacomo II di Aragona
- Giraut de Bornelh
- Granet
- Guglielmo IX d'Aquitania
- Jaufré Rudel
- Lanfranco Cigala
- Marcabruno
- Peire Vidal
- Pietro III di Aragona
- Raimbaut de Vaqueiras
- Raimbaut d'Aurenga
- Rambertino Buvalelli
- Riccardo Cuordileone
- Sordello da Goito, personaggio di spicco nel VI canto del Purgatorio

Di alcuni di questi trovatori si possiedono vidas molto poco attendibili, le cui informazioni sono perlopiù desunte dai contenuti delle opere. Autore di molte vidas fu il trovatore Uc de Saint Circ

### Trobairitz
Sia trovatori sia trobairitz scrissero del fin' amors, o amor cortese. Le donne in genere erano il soggetto di cui scrivevano i trovatori, tuttavia: "nessun altro gruppo di poeti diede alle donne una così elevata definizione all'interno di un contesto così strettamente circoscritto di rimozione femminile". La tensione fra tale rimozione presente nella poesia dei trovatori e i temi consimili nella poesia delle trobairitz è la fonte principale di dibattito per i chiosatori moderni. Per tutto il XIII secolo, le donne della corte dovevano essere in grado di cantare, suonare strumenti, e scrivere jocs partis, o partimen (un dialogo o dibattito in forma di poesia). La coltivazione di queste abilità femminili potrebbe aver condotto alle composizioni scritte delle trobairitz.
Il fenomeno può avere avuto origine dal potere che le donne godevano nella Francia meridionale nel corso del XII-XIII secolo. Esse avevano maggiore controllo sui possedimenti terrieri nel contesto della società occitana, molto più propensa ad accettarle rispetto alle altre società del tempo. Durante le crociate molti uomini partivano per le terre d'Oriente, lasciando alle donne la responsabilità amministrativa e, dunque, il potere. Ciò nonostante, questa società non era né "femminista" ante litteram, né di fin' amor, allorché esaltava le donne e al contempo ne circoscriveva molti aspetti del loro comportamento e vita.
Le trobairitz scrissero canso e tenzone. Inoltre, composero sirventes (tema politico), planh (lamento), salut d'amor (lettera d'amore in forma non strofica), alba e balada. A giudicare da ciò che sopravvive oggi, le trobairitz non hanno scritto pastorelas o canzoni di malmariee, diversamente dai trovatori. Inoltre, nel solco della tradizione trobadorica, le trobairitz legano strettamente l'azione del cantare all'azione di amare. La Contessa de Dia lo dimostra nella sua poesia Fin ioi me don'alegranssa, affermando che
La donna è sempre stata l'oggetto della ricerca amorosa in letteratura, e questo non cambia nella Provenza delle corti d'amore.
Sebbene sia stato sostenuto che molti dei componimenti trasmessi dai canzonieri sotto il nome di alcune figure femminili storicamente determinabili siano in realtà opera di trovatori (è infatti diffusa la pratica di poetare "per voce" di una donna), è ipotizzabile che la cultura cortese abbia espresso anche delle trobairitz, delle "trovatrici" o "trovatore". Il termine in italiano corrispettivo non esiste.
Certo è che le donne esercitarono una vasta e decisiva autorità politica, oltre che culturale: Eleonora d'Aquitania, le sue figlie Maria di Champagne e Giovanna di Tolosa, le nipoti Bianca di Castiglia, Costanza e Isambour. Ma a parte questo, la donna trovatora era altamente considerata: nessun trobadore aveva il diritto di alzare la voce contro una trobairitz, altrimenti il disprezzo nei suoi confronti sarebbe stato assicurato.

L'essere femminile è non più "moglie", mujer, ma Dompna, "Signora", non solo oggetto d'amore, ma protettrice dei cantori.
Tutto ha origine nel valor e nel pretz, cioè nelle qualità della dama. L'amore, nel cuore del trovatore, nasce sì dalla contemplazione della bellezza della sua signora, ma anche dalla considerazione delle sue doti intellettuali e spirituali.

Nello stesso tempo il poeta ha coscienza della sua inferiorità nei confronti della dama e, per avvicinarsi, si impegna in un melhorament che gradualmente otterrà.
Fondamentale nel concetto di amor cortese, di "cortesia", è la mezura, cioè la capacità di controllare gli impulsi, gli istinti. In amore la "misura" consiste nel provare alla Signora che ella non è solo oggetto di desiderio, e che l'amore è anche sentimento.

In tal modo il poeta sarà ammesso all'intimità della Domina.
L'amore trobadorico non si limita a dar forma al rapporto a due, ma intende educare la società alla convivencia, l'arte di vivere insieme nel rispetto, nella caritat e nella largeusa (generosità): questo affinché l'amore elevi il tono dei rapporti interpersonali.

#### Cultura delle trobairitz
Sebbene i trovatori a volte potessero avere umili origini, la quasi totalità delle trobairitz invece apparteneva all'aristocrazia:
- Tibors era sorella o figlia di Raimbaut d'Orange (ma nei secoli XI e XII i Raimbaut d'Orange furono molti);
- la Contessa di Dia, che forse si chiamava Beatrice, era probabilmente la moglie di un tale Guglielmo di Poitiers;
- Maria di Ventadorn era figlia di Raimondo II visconte di Turenna, e sposò il visconte Bernard de Ventadorn;
- Garsenda fu contessa di Provenza;
- Isabella forse sorella di Bonifacio del Monferrato, e così via.

Alcune incarnavano l'ideale della Domina, altre erano amate o innamorate di trovatori. Sovente, nella vida, si dice che la trovatora in questione fosse ben enseignada, colta, e che sapeva ben trobear. Nel Medioevo le fanciulle aristocratiche venivano mandate nei monasteri per essere educate. Si presentano come maestre, fondatrici di cultura: nel monastero di Ratisbona dettavano norme di comportamento agli uomini che intendevano allacciare rapporti con loro.
Potevano anche ricevere educazione privata ed erano abili nell'intrattenimento, nella conversazione arguta e nell'ascolto sensibile; conoscevano le regole della musica, della danza, della poesia. Potevano aver letto gli autori classici.

#### Più in dettaglio
Le trobairitz – che componevano, scrivevano versi ed eseguivano le loro composizioni per le corti occitane – sono qualcosa di eccezionale nella storia della musica in quanto rappresentano i primi compositori al femminile della musica secolare occidentale; in precedenza tutte le compositrici famose scrivevano in modo esclusivo musica sacra. La parola trobairitz viene per la prima volta usata nel Roman de Flamenca del XIII secolo e la sua etimologia è la stessa di quella di trobaire, ma nella forma femminile. Il termine trobairitz era piuttosto raro nell'occitano medievale, e pressoché assente nella poesia lirica, nei trattati grammaticali o nelle biografie delle trobairitz o trovatori. Distinte nettamente dalle trobairitz per il loro rango sociale inferiore, erano le joglaresas (menestrelle), ovvero le controparti femminili dei joglars.
Esistono pochissime fonti documentali sulle singole trobairitz, derivate quasi esclusivamente dalle loro vidas e razós (spiegazioni contestuali delle canzoni): brevi descrizioni assemblate nei cosiddetti canzonieri. Del resto, le vidas sono notoriamente inaffidabili, dal momento che molto spesso erano costituite da estrapolazioni romanzate dalle poesie delle stesse trobairitz.
In proporzione al numero di trovatori, le trobairitz rappresentano circa il 5 per cento, mentre la quantità delle composizioni pervenuteci si aggira intorno all'uno per cento. Su un totale di circa 450 trovatori e 2500 loro componimenti (tra i quali uno su dieci comprensivo di notazione musicale intatta), le trobairitz e il loro corpus poetico formano una minore ma interessante e istruttiva porzione, studiate in modo abbastanza esaustivo. Il numero delle trobairitz varia a seconda delle fonti: ci sono venti o ventuno elencate come trobairitz, più una poetessa aggiuntiva di cui è noto solo il nome, Domna H.. Molti testi anonimi vengono attribuiti a donne; il numero totale di testi di trobairitz varia: ventitré (Schultz-Gora), venticinque (Bec), trentasei (Bruckner, White e Shepard) e quarantasei (Rieger). Solo una melodia composta da una trobairitz (la Comtessa de Dia) ci è pervenuta. Bisogna inoltre considerare che i primi canzonieri non distinguevano le opere dei trovatori da quelle delle trobairitz, distinzione che avvenne solo in seguito con i canzonieri italiani e catalani

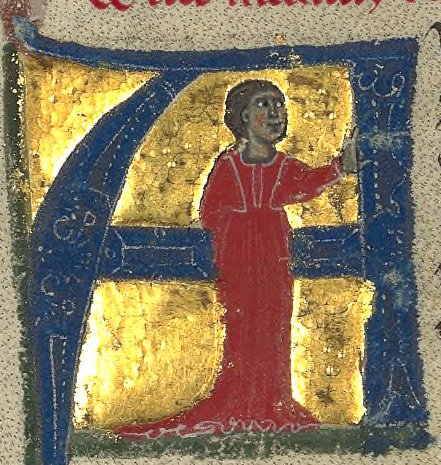
Azalais de Porcairagues in un manoscritto miniato di un antico canzoniere

È difficile attribuire alle trobairitz una capacità dilettantesca o professionale. La distinzione tra queste due categorie è ardua nell'età medievale, in quanto i professionisti provenivano in genere dalla classe di rango inferiore e i dilettanti, del resto, avevano altrettanto tempo quanto i primi da dedicare al loro lavoro. Le joglaresse erano comunque di classe inferiore e compositrici professioniste molto distanti dalle trobairitz.
Le trobairitz erano sotto molto aspetti come i loro colleghi, ad eccezione generalmente dello stile poetico e della provenienza. Scrivevano in prevalenza cansos e tenzones; soltanto un sirventes di una donna chiamata Gormonda de Monpeslier ci è pervenuto (sebbene due altri anonimi siano attribuiti a donne). Ci è rimasto un salut d'amor, di una donna (Azalais d'Altier) a una donna (Clara d'Anduza), e un anonimo planh di solito assegnato a un autore femminile. Nel complesso le trobairitz scrivevano per lo più nello stile trobar leu; soltanto due poesie, una di Lombarda e un'altra di Alais, Yselda e Carenza, vengono di solito considerate appartenenti al più impegnativo stile trobar clus. Nessuna delle trobairitz è stata prolifica, oppure, se qualcuna di loro lo era, nessuno dei suoi lavori è comunque sopravvissuto. Soltanto due ci hanno lasciato più di un componimento: la Comtessa de Dia, quattro, e Castelloza, tre o quattro. Una delle trobairitz note, Gaudairença, scrisse una canzone intitolata Coblas e dansas, che non ci è pervenuta, come del resto nessun altro suo componimento.
Le trobairitz provengono quasi tutte da varie regioni dell'Occitania: Alvernia, Provenza, Linguadoca, Delfinato, Tolosano e Limosino. Una trobairitz, Ysabella, potrebbe essere originaria del Périgord, Italia settentrionale, Grecia o Palestina. Tutte le trobairitz le cui famiglie ci sono note erano di nobili natali; soltanto una, Lombarda, apparteneva probabilmente alla classe dei mercanti. Tutte le tobairitz conosciute per nome vissero intorno allo stesso periodo: tardo XII e inizio XIII secolo (1170 ca. – 1260 ca.) La prima fu probabilmente Tibors de Sarenom, attiva nel 1150-1160 (la data del suo noto componimento Bels dous amics è incerta) L'ultima fu Garsenda di Forcalquier, morta nel 1242 (anche se il suo periodo di mecenatismo poetico e composizione probabilmente avvenne un quarto di secolo prima), oppure Guilleuma de Rosers, che compose una tenso con Lanfranco Cigala, conosciuto tra il 1235 e il 1257. Esistono brevi biografie in prosa — vidas — di otto trobairitz: Almucs de Castelnau (in effetti una razó), Azalaïs de Porcairagues, la Comtessa de Dia, Castelloza, Iseut de Capio (una razo), Lombarda, Maria de Ventadorn e Tibors de Sarenom.

#### Attribuzione
Il numero di componimenti attribuiti alle trobairitz è stimato sulle 32 canzoni, su un campo di variabilità che tuttavia va da 23 a 46. Esistono diverse ragioni in merito al fatto che non si conosca il numero esatto. Nella tradizione dell'amor cortese era molto comune scrivere poesie nell'ambito di uno scambio epistolare o nelle tensos. Diverse di queste composizioni possono essere state scritte in origine da un solo poeta; tuttavia, alcune di esse inizialmente rappresentano un effettivo scambio di lettere, raccolte successivamente in un manoscritto. Talune rappresentano una corrispondenza fra uomini, altre tra un uomo e una donna. Ci sono chiosatori moderni che le attribuiscono unicamente all'uomo che diede origine allo scambio, e qualcuna sia alla donna che all'uomo coinvolti. Vi è una lunga storia di attribuzione univoca all'uomo, anche quando l'evidenza indica nettamente il contrario.
Considerato il fatto che la poesia trobadorica era altamente stilizzata, è difficile in base a ciò determinare quando un poeta che parla al femminile sia realmente una donna, oppure no. Questo viene ad aggiungersi alla difficoltà di attribuzione, specialmente per quanto concerne scrittori anonimi. Vi è qualche perplessità nel riconoscere se alcune poesie di trobairitz rappresentino veramente voci genuine femminili, in quanto si viene a operare all'interno di convenzioni molto circoscritte della poesia trobadorica. Matilda Bruckner suggerisce che le trobairitz "parlino con la loro propria voce come fosse canalizzata attraverso le voci di molti altri". Manipolando i costrutti rigidi della lirica trobadorica, le trobairitz furono in grado di creare le proprie "finzioni della voce femminile".
C'è un caso degno di nota in cui ne viene data chiara attribuzione a una donna, Bieiris de Romans (anche data come Beatritz), ma il soggetto della poesia è un'altra donna, Na Maria, a cui Beatritz esprime i suoi sentimenti nella stile tradizionale del fin' amors, sia in termini di desiderio fisico che di ammirazione cortese. L'autorialità di tale poesia, se non chiaramente espressa da una donna, potrebbe essere riferibile a un uomo. Ci sono alcune diatribe che circondano le opere di Bieiris de Romans, rinfocolate dal suggerimento di alcuni studiosi che additano alla sua canso una manifestazione di "desiderio lesbico". Il trovatore in genere dovrebbe parlare alla domna; il fatto che il dialogo lirico ha luogo in modo esclusivo tra due donne è di un'estrema rarità.

### Le trobairitz e le loro opere
Le poesie note delle trobairitz non sono molte.

#### Anonima
- Bona domna, un conseill vos deman

#### Attribuite
Le autrici di cui si possiedono dati biografici o notizie utili a situarle nel tempo e le loro pochissime opere sono le seguenti:
- Alais, Iselda e Carenza: Na Carenza al bel cors avinen
- Alamanda de Castelnau
- Almucs de Castelnau e Iseut de Capio: Domna n'Almucs, si-us plages
- Azalais d'Altier
- Azalaïs de Porcairagues
- Bianca di Castiglia[42]
- Blanceman o Blanchemain[43]
- Beatriz de Diá
- Castelloza
- Clara d'Anduza
- Costanza[senza fonte][44]
- Beatritz de Romans: Na Maria, pretz e fina valors
- Domna H.[43]
- Dona de Toloza[43]
- Dona de Vilanova[43]
- Eleonora d'Aquitania[42][45]
- Escaronha[43]
- Felipa[46]
- Garsenda de Proença: Vos qe'm semblatz dels corals amadors
- Gaudairença: Coblas e dansas (non pervenutaci)
- Giovanna di Tolosa[senza fonte]
- Gormonda de Monpeslier
- Guillelma de Rosers
- Guillelma Monja[43]
- Guiscarda[43]
- Helis de Montfort[43]
- Ysabella
- Isambour[senza fonte]
- Iseut de Capio
- Lisa de Londres[43]
- Lombarda
- Maria de Ventadorn: Gui d'Uisel, be.m pesa de vos
- Maria di Champagne[senza fonte]
- Tibors de Sarenom

Per alcune si ha a disposizione la vida, per altre abbiamo la razó, che precede la poesia (cioè il motivo che ha dato origine all'afflato poetico), per altre ancora si può dedurne notizie dalla vida o dalla razo di trovatori con cui furono in corrispondenza. Per altre ancora si possono fare congetture. Con ampia probabilità, in ogni caso, le trobairitz furono quasi sicuramente molto più numerose.

## L'amor cortese

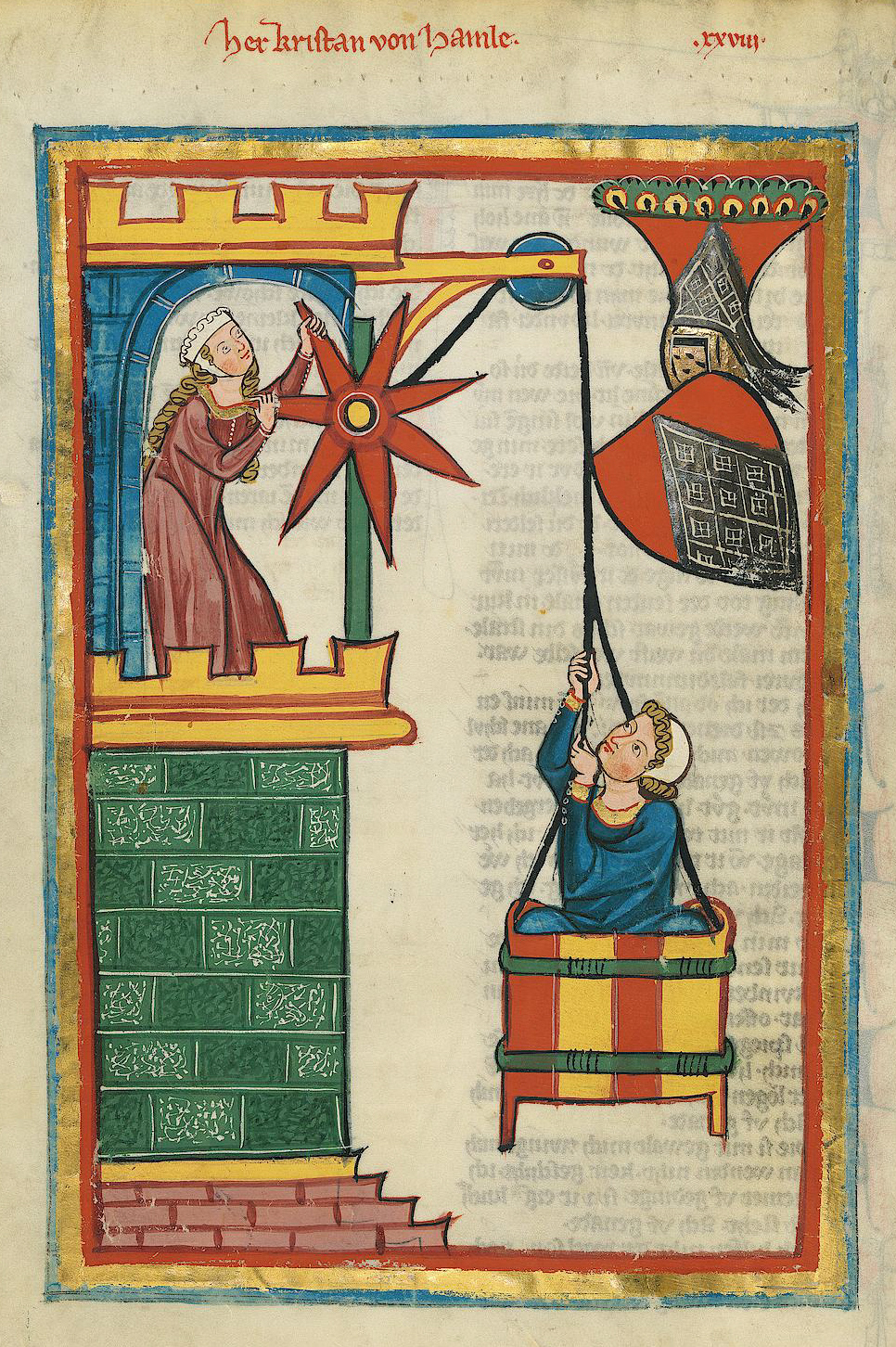

La base della poesia trobadorica è dunque l'ideale dell'amor cortese («fin amor» in occitano), il cui concetto base è la mezura, cioè la "misura", la distanza tra fuoco passionale e signorilità dei modi nel corteggiamento, o tra carnalità e realtà dei fatti nel caso di un possibile adulterio.
La pratica dell'amor cortese viene a svilupparsi nella vita di corte di quattro regioni: Aquitania, Provenza, Champagne e Borgogna, pressappoco al tempo della prima crociata (1099) dall'Aquitania, Eleonora portò gli ideali dell'amor cortese prima alla corte di Francia, poi in Inghilterra, dove fu regina di due re. Sua figlia Maria, contessa di Champagne portò il comportamento cortese alla corte del conte di Champagne. L'amor cortese trova la sua espressione nelle poesie liriche scritte dai trovatori, come Guglielmo IX, duca d'Aquitania (1071–1126), uno dei primi poeti trovatori.
Questo nuovo tipo di amore vedeva la nobiltà non in base alla ricchezza e alla storia della famiglia, ma nel carattere e nelle azioni, e quindi faceva appello ai cavalieri più poveri che vedevano così una strada aperta per progredire. Poiché a quel tempo il matrimonio aveva poco a che fare con l'amore, l'amor cortese era anche un modo per i nobili di esprimere l'amore non trovato nel loro matrimonio. Gli "amanti" nel contesto dell'amor cortese non facevano riferimento al sesso, ma piuttosto all'agire emotivo. Questi "amanti" avevano brevi appuntamenti in segreto, che si intensificavano mentalmente, ma mai fisicamente.
Le regole dell'amor cortese vennero codificate in quell'opera altamente influente del tardo secolo XII che è il De amore di Andrea Cappellano.

### Provenza e Catarismo
Gli studiosi si sono dati battaglia sulla questione se o in che modo e in quale misura le dottrine càtare abbiano potuto influenzare l'amor cortese. Denis de Rougemont fornisce un'ipotesi suggestivamente esoterica riguardo al fatto "che la poesia lirica cortese abbia potuto, se non altro, ispirarsi all'atmosfera religiosa del catarismo". Altri trovano questa ipotesi inaccettabile (negando di fatto che la figura femminile possa esclusivamente rappresentare in qualche modo l'anima del poeta che anela a una vita spirituale superiore), in quanto, il tema principale della poesia trobadorica è sempre l'amore nelle sue diverse fasi (e soprattutto il "desiderio", anche carnale); mentre, per la filosofia dualistica dei càtari il corpo è solo un'espressione del male, e la via per vincere il male rimane il dispregio di ogni corporalità: nel catarismo è infatti predicata l'astinenza sessuale, e il matrimonio rimane in secondo piano rispetto al celibato.
Le due realtà, invero, hanno trovato ragion d'esistere nello stesso contesto storico-geografico e in qualche modo una certa interazione anche tra poesia e religione non poteva non verificarsi. Molti trovatori seguiranno i loro signori mecenati nella lotta contro la Chiesa, altri la difenderanno. La condanna di eresia della Chiesa inflitta al catarismo e il conseguente ventennio (1209-1229) di lotte estenuanti per terre linguadociane, durante la crociata, finiranno per prostrare l'intero territorio occitano, portando la splendida cultura trobadorica inevitabilmente al declino. La crociata albigese segna così una forte cesura tra passato e futuro. Le corti meridionali occitane si impoveriscono, a causa di una ferrea politica filo-francese, e i trovatori non avranno più il loro ambiente propizio, da cui dipendevano materialmente, ma soprattutto non avranno più la possibilità di esercitare la loro arte. La cultura delle corti occitane ormai proseguirà il suo cammino, non più da protagonista, ma come fonte ispiratrice e modello da imitare.

## Poesia trobadorica
Primo trobadore pare sia stato Guglielmo IX d'Aquitania (1071-1127), ma la poesia trovadorica si sviluppò con delle regole precise, codificate alla corte di Eleonora d'Aquitania.

Difatti il movimento trovadorico era inizialmente composto per la maggior parte da signori e principi le cui corti divennero rapidamente dei veri centri di produzione letteraria.
Guglielmo fu un modello per generazioni di poeti provenzali, francesi e italiani, e per i Minnesänger (menestrello) in tedesco).
Al centro della poesia trobadorica, come si è detto, vi è l'ideale dell'amor cortese («fin'amor» in occitano), il cui concetto base è la mezura, cioè la "misura", la distanza tra fuoco passionale e signorilità dei modi nel corteggiamento, o tra carnalità e realtà dei fatti nel caso di un possibile adulterio.
Le origini della poesia dei trovatori, pioniera nella produzione lirica in lingua volgare, non sono state ancora identificate con precisione: tra le tesi sulla sua provenienza ne appare addirittura una sull'origine liturgica, sebbene la maggior parte della produzione trobadorica sia costituita da liriche d'amore.
I trovatori esercitarono un notevole influsso sulla poesia in siciliano e toscano. In particolare, la critica ha da tempo stabilito che Madonna, dir vo' voglio, la più famosa canzone di Giacomo da Lentini, considerato il principale esponente della cosiddetta scuola siciliana, posta in apertura della raccolta dell'autore nel principale canzoniere che la tramanda (il Vaticano latino 3973), sia sostanzialmente una traduzione/imitazione di un componimento del trovatore Folquet de Marselha, intitolato A vos, midonç, voill retrair' en cantan.

### Scuole e stili
I tre stili principali identificati nella poesia lirica occitana sono:
- trobar plan o trobar leu (leggero): stile facile e immediato;
- trobar ric (ricco): con riferimenti allusivi e misteriosi e strutture sintatticamente più complesse;
- l trobar clus (chiuso, ermetico): caratterizzato dall'utilizzo di espressioni oscure e metaforiche (seguendo la passione medievale per gli indovinelli e gli enigmi).

Il primo è stato di gran lunga il più comune: l'enunciazione è lineare è relativamente semplice in confronto al ric e gli "espedienti" letterari sono meno comuni rispetto a quelli del clus. Questo stile è il più accessibile ed è immensamente popolare. Il poeta più famoso del trobar leu è stato Bernart de Ventadorn. Lo stile più difficile d'altra parte è il trobar clus, che regolarmente si sottrae alle interpretazioni degli studiosi moderni. Le parole vengono di solito usate in senso metaforico e simbolico e ciò che la poesia sembra essere esteriormente, raramente rappresenta ciò che era nelle intenzioni del poeta o nelle possibilità di comprensione del pubblico "colto". Lo stile clus venne inventato da Marcabruno, ma sostenuto in seguito soltanto da pochi maestri. Il trobar ric non è così opaco come il clus, ma impiega piuttosto un ricco vocabolario, usando molte parole, rare, inventate, insolite ed espressioni colorite.
Gli studiosi moderni riconoscono molte "scuole" nella tradizione trobadorica. Tra le prime vi è una scuola costituita da seguaci di Marcabruno, talvolta chiamata "scuola marcabruniana": Bernart Marti, Bernart de Venzac, Gavaudan e Peire d'Alvernhe. Questi poeti favoriranno il trobar clus o ric oppure un ibrido fra i due stili. Spesso mostrava un tono moraleggiante e critico nei confronti della società cortigianesca contemporanea. Un'altra delle prime scuole, il cui stile sembra aver perso il favore, è la "scuola guascone" di Cercamon, Peire de Valeira e Guiraut de Calanso. Cercamon, racconta il suo biografo, aveva composto nel "vecchio stile" (la uzansa antiga) e le canzoni di Guiraut erano d'aquella saison ("di quel tempo"). Questo stile di poesia sembra essere legato ai primi trovatori della Guascogna ed è caratterizzato da riferimenti alla natura: foglie, fiori, uccelli e loro canzoni. Questa "mania letteraria" guascone era impopolare in Provenza all'inizio del XIII secolo, nuocendo più che altro alla reputazione dei poeti ad essa associati.
Nel tardo secolo XIII sorse una scuola a Béziers, una volta il centro della Linguadoca pre-albigese e dei signori di Trencavel, grosso modo tra il 1260 e il 1290. Alcuni poeti sono rappresentativi di questa "scuola": Bernart d'Auriac, Joan Esteve, Joan Miralhas e Raimon Gaucelm. Tutti nativi o cittadini di Béziers e membri della classe media urbana (e non cortigianesca): Miralhas era forse un vasaio e Bernart un mayestre (insegnante). Tutti costoro era sostenitori del re francese Luigi IX e dell'aristocrazia francese contro la nativa nobiltà occitana, e vengono descritti pertanto come "gallicizzati". Raimon Gaucelm sostiene l'ottava crociata e scrive inoltre un planh, unico nel suo genere, per un cittadino di Béziers. Sia Joan Esteve che Bernart compongono a sostegno del Francese nella crociata aragonese. Béziers è uno splendido esempio della trasformazione dell'Occitania dopo i postumi della crociata albigese, ma rappresenta anche la capacità dei trovatori di sopravvivere ad essa.

### Generi
I trovatori, se non altro, dopo il consolidamento del loro stile, seguiranno di solito un certo insieme di "regole", come per es. le Leys d'amors (compilate tra il 1328 e il 1337). Inizialmente tutti i componimenti trobadorici venivano chiamati semplicemente vers, nome che presto verrà riservato soltanto alle canzoni d'amore e successivamente rimpiazzato dal termine canso, sebbene il vers continuerà a vivere come antica espressione dei primi componimenti trobadorici e impiegato inoltre con un significato più tecnico dall'ultima generazione di trovatori (metà del XIV secolo), quando si pensava derivasse dalla parola latina verus (vero) e perciò utilizzato per descrivere composizioni didattiche o a scopo moralistico. I primi trovatori svilupperanno molti generi che prolifereranno solo allorquando le regole di composizione verranno ad essere messe per iscritto. I generi più conosciuti sono:
- Alba (canzone del mattino) — la canzone di un amante all'approssimarsi dell'alba, spesso con l'inclusione della guardiana che avvisa allorquando pericolosamente il marito geloso della signora viene intravisto nelle vicinanze.
- Arlabecca— una canzone definita dal metro poetico, ma forse una volta relazionata alla Ribeca
- Canso (il genere più usato), originariamente vers, oltre che chanso o canço — cinque o sei stanze con un envoi (invio), costruite sulle stesse rime, con una struttura che richiama quella degli inni
- Cobla esparsa— un componimento costituito di una singola stanza
- Comiat— una canzone di rinuncia di un amante
- Canzone di crociata (canso de crozada)— una canzone riguardante le crociate, di solito per incoraggiarle
- Dansa o balada — una vivace canzone da ballo con ritornello
- Descort— una canzone fortemente discordante nella forma strofica e/o nel sentimento
- Desdansa— una danza dedicata a occasioni tristi
- Ensenhamen— un lungo poema didattico, di solito non diviso in stanze, che insegna impartisce una lezione morale o pratica
- Enuig— una poesia che esprime indignazione o sentimenti offensivi
- Escondig— una giustificazione dell'amante
- Estampida (o la ductia) — una canzone da ballo del tardo XIII secolo
- Gap— una canzone vanagloriosa, di frequente presentata come una sfida, spesso simile ai moderni inni sportivi
- Maldit— una canzone che si duole del comportamento e del carattere di una signora
- Partimen— uno scambio poetico tra due o più poeti, dove uno presenta un dilemma a un altro e questi risponde a tema.
- Pastorela— dialogo fittizio fra il cavaliere e una pastorella che ne respinge o ne accetta le proposte d'amore;
- Planh— un lamento o canto funebre, in special modo in lode di una qualche figura importante
- Plazer— una poesia che esprime piacere
- Salut d'amor— una lettera d'amore indirizzata all'altro/altra, non sempre il suo amante
- Serena— la canzone di un amante che aspetta impazientemente la sera (per coronare il suo sogno amore)
- Sestina— forma strofica estremamente strutturata
- Sirventes— una componimento politico (satira) o morale, originariamente messo in bocca a un soldato pagato (sirvens)
- Sonnet (sonetto)— un genere italiano importato nella poesia occitana nel XIII secolo
- Tenzone— un dibattito poetico su questioni d'amore, ma anche di politica, di morale, tra due poeti o anche immaginario
- Torneyamen— un dibattito poetico fra tre o più persone, spesso con un giudice (come nel torneo)
- Viadeyra— una lagnanza del viaggiatore
- Virelai

Tutti questi generi erano altamente mutevoli. Un incrocio tra un sirventes e una canso diventava un meg-sirventes (mezzo-sirventes). Una tenso poteva essere "inventata", ovvero composta, da un singolo poeta; un'alba o canso poteva essere scritta avendo in mente un significato religioso, dedicata a Dio o alla Vergine; e un sirventes poteva essere nientemeno che un attacco (satira) politico. Il maldit e il comiat erano spesso messi in connessione dando luogo al maldit-comiat, usati possibilmente per attaccare e rinnegare una figura diversa dalla signora o dall'amante, come per es. un ufficiale al comando (quando venivano combinati, in un certo senso, con il sirventes).
Peire Bremon Ricas Novas usa il termine mieja chanso (mezza canzone) e Cerverí de Girona usa una frase simile, miga canço, entrambi riferiti a una breve canso e non a una mescolanza di generi come supposto talvolta. La mig (o meig) di Cerverí', vers e miga canço, è un vers nel nuovo senso (una canzone moralizzatrice) che è inoltre altamente critica e perciò combina la canso e il sirventes. Tra gli oltre un centinaio di lavori di Cerverí de Girona, si trovano molte canzoni con etichette uniche, le quali possono corrispondere più a "titoli" che a "generi", ma ciò è discutibile: peguesca (nonsense), espingadura (canzone per zufolo), libel (petizione legale), esdemessa (balzo), somni (sogno), acuyndamen (sfida), desirança (nostalgia), aniversari (anniversario), serena (serena).
La maggior parte delle "canzoni di crociata" vengono classificate come cansos o sirventes, ma talvolta separatamente. Alcuni stili diventano popolari in altre lingue e in altre tradizioni letterarie o musicali. In francese, l'alba diventa aubade, la pastorela pastourelle e il partimen jeu parti. La sestina diventa popolare nella letteratura italiana. I trovatori non erano contrari ai prestiti. Il planh si sviluppa dal latino planctus e il sonetto viene rubato alla scuola siciliana. Stranamente, la basse danse (bassa dansa) veniva per la prima volta menzionata nella tradizione trobadorica (1324 ca.), ma soltanto in quanto eseguita da joglars.

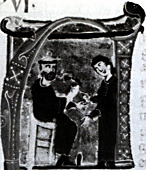
Il Monaco di Montaudon riceve uno sparviero come premio per la sua interpretazione in una concorso poetico

### Esecuzioni
I trovatori, oltre a comporle, eseguivano anche le loro canzoni, mentre i joglars (esecutori) e cantaires (cantanti) eseguivano soltanto le canzoni dei trovatori, potendo attingere ai canzonieri, molti dei quali sono arrivati a noi, o possibilmente da altri più rudimentali (e provvisori), nessuno dei quali è sopravvissuto, ammesso che fossero mai esistiti. Alcuni trovatori, come Arnaut de Maruelh, avevano i loro propri joglars, specializzati nel cantare le loro composizioni. Il joglar et cantaire di Arnaut era Pistoleta, probabilmente sia cantante che messaggero, il quale portava le canzoni d'amore di Arnaut alla signora di questi. Il messaggero era un luogo comune nella poesia trobadorica, e molte canzoni fanno riferimento a un messaggero che consegna le composizioni al suo destinatario. Un trovatore spesso stava con un suo proprio mecenate nobile intrattenendo la corte con le sue canzoni, le quali potevano essere usate qui non solo come intrattenimento, ma anche come propaganda, elogiando il suo benefattore, biasimando i suoi nemici, incoraggiando le sue guerre, insegnando l'etica e l'etichetta, e mantenendo l'unità religiosa.
La corte non era il solo luogo in cui si esibiva il trovatore. Secondo la vida del Monaco di Montaudon, egli ricevette uno sparviero, un pregiato uccello da caccia, per la sua poesia, dalla cour du Puy, una sorta di società poetica associata alla corte di Alfonso II di Aragona. Le competizioni più famose si sono svolte al crepuscolo dell'epoca dei trovatori, nel XIV e XV secolo. I jocs florals organizzati dal Consistori del Gay Saber a Tolosa, da Pietro IV d'Aragona a Lérida, e il Consistori de la Gaya Sciència a Barcellona ricompensavano con omaggi floreali la migliore poesia, secondo le varie categorie, giudicata in base alla sua aderenza a un codice chiamato Leys d'amors.
Le canzoni trovadoriche sono tuttora, sebbene raramente, eseguite e registrate.

### Musica
Le canzoni trobadoriche erano di solito monofoniche. Meno di 300 melodie su 2500 stimate si sono conservate, la maggior delle quali composte dai trovatori stessi. Alcune furono adattate a brani musicali preesistenti. Raimbaut de Vaqueyras scrisse la sua Kalenda maya ("le Calende di Maggio") con musica composta dai joglars del Monferrato.

### Grammatiche e dizionari
A cominciare dall'inizio del XIII secolo, l'estensione della poesia occitana richiedeva grammatiche e dizionari, specialmente per chi non fosse di lingua madre occitana, come i trovatori catalani e italiani e loro imitatori. La produzione di tali opere aumenta soltanto con l'accademizzazione della lirica trobadorica nel XIV secolo.
| Titolo                                       | Traduzione del titolo                              | Autore                      | Data, luogo                  | Carattere |
| -------------------------------------------- | -------------------------------------------------- | --------------------------- | ---------------------------- | --- |
| Razos de trobar                              | "Spiegazioni sulla composizione"                   | Raimon Vidal                | 1210 ca.                     | Manuale in prosa per la composizione poetica che difende la superiorità dell'occitano rispetto agli altri dialetti volgari. Dizionario occitano–italiano.                                |
| Donatz proensals                             | "Provenzale Donato"                                | Uc Faidit                   | 1243 ca.                     | Un'imitazione occitana del grammatico latino Elio Donato. Un rimario e dizionario latino–occitano dedicato agli italiani.                                                                |
| Doctrina de compondre dictats                | "Dottrinale per la comprensione dei generi"        | Anonimo, forse Raimon Vidal | tardo secolo XIII            | Un catalogo e spiegazione dei diversi generi poetici, in special modo delle razos e potrebbe essere la sezione conclusiva delle Regles di Jaufre de Foixa.                               |
| Lo breviari d'amors                          | "Breviario dell'amore"                             | Matfre Ermengau             | iniziato nel 1288            | Un'enciclopedia a carattere religioso, la cui ultima sezione, "Perilhos tractatz d'amor de donas, seguon qu'en han tractat li antic trobador en lurs cansos", è una grammatica occitana. |
| Doctrina d'acort                             | "Dottrinale della concordanza"                     | Terramagnino da Pisa        | 1282–1296, Sardegna          | Un adattamento poetico condensato delle razos, scarsamente conservate nei manoscritti.                                                                                                   |
| Regles de trobar                             | "Regole per la composizione"                       | Jaufre de Foixa             | 1289–1291, Sicilia           | Contiene molti esempi di componimentio trobadorici, volti ad accrescere le Razos de trobar.                                                                                              |
| Mirall de trobar                             | "Specchio della composizione"                      | Berenguer d'Anoia           | inizio XIV secolo            | Tratta principalmente retorica ed errori, con esempi di composizioni trobadoriche. |
| Cançoneret de Ripoll                         | "Piccolo Canzoniere di Ripoll"                     | Anonimo                     | 1346, Rossiglione o Cerdagna | Un canzoniere che contiene una sola grammatica, comprensiva di un catalogo di generi poetici, ampliato dalla Doctrina de compondre dictats e dalle Leys d'amors.                         |
| Leys d'amors                                 | "Leggi d'amore"                                    | Guilhem Molinier            | 1328–1337, Tolosa            | Commissionata per la prima volta nel 1323. Le regole in prosa che governano il Consistori del Gay Saber e il Consistori de Barcelona.                                                    |
| Leys d'amors                                 | "Leggi d'amore"                                    | Anonimo                     | 1337–1347, Tolosa            | Adattamento poetico delle Leys in prosa. |
| Leys d'amors                                 | "Leggi d'amore"                                    | Joan de Castellnou          | 1355, Tolosa                 | Versione in prosa, finale, ampliata, delle precedenti Leys. |
| Doctrinal de trobar                          | "Dottrinale per la composizione"                   | Raimon de Cornet            | 1324 ca. (prima del 1341)    | Dedicato a Pietro IV d'Aragona, identico nella struttura alle Leys di Guilhem Molinier.                                                                                                  |
| Glosari                                      | "Glossario"                                        | Joan de Castellnou          | 1341                         | Un commentario sul Doctrinal de trobar. |
| Compendi                                     | "Compendio"                                        | Joan de Castellnou          | prima del 1341               | Un catalogo di tutti i "vizi" che si possono commettere trasgredendo le Leys ecc. |
| Libre de concordances (o Diccionari de rims) | "Libro delle concordanze" (o "Dizionario di rime") | Jaume March II              | 1371                         | Un rimario occitano per catalani. |
| Torcimany                                    | "Traduzione"                                       | Luys d'Averçó               | tardo XIV secolo             | Un rimario e dizionario catalano–occitano. |

## Eredità

### Trasmissione e accoglienza critica
Si sono conservati quasi 2600 componimenti o frammenti di circa 450 trovatori identificabili, in massima parte in "libri di canzoni" detti canzonieri, fatti per mecenati facoltosi.
Alle canzoni trobadoriche (come per quasi tutte le poesie, in effetti), si fa riferimento generalmente utilizzando gli incipit, vale a dire il verso iniziale. Se questo è lungo, o è già stato menzionato, si può per convenzione usare un'abbreviazione dell'incipit. Alcune canzoni trobadoriche sono note con dei nomi che derivano di solito dall'argomento trattato, come per es. D'un sirventes far di Guilhem Figueira che comunemente viene chiamato Sirventes contra Roma. Quando uno scrittore vuole evitare l'uso dell'occitano non chiosato, l'incipit della canzone può essere invece fornito nella traduzione, oppure può essere anche inventato un titolo che rifletta il tema dell'opera. Specialmente nelle traduzioni destinate al grande pubblico, come quelle di Ezra Pound, i titolo in inglese sono in genere inventati dal traduttore/curatore. Ci sono esempi, tuttavia, di canzoni trobadoriche fornite di titoli occitani nei manoscritti, come un'anonima pastorela che inizia Mentre per una ribeira, intitolata Porquieira.

### Tavola dei canzonieri in pergamena
| Immagine | Sigla | Provenienza (luogo di origine, data)   | Collocazione (biblioteca, città)        | Nome/numero del manoscritto | Note |
| -------- | ----- | -------------------------------------- | --------------------------------------- | --------------------------- | --- |
|          | A     | Lombardia, XIII secolo                 | Biblioteca Vaticana, Roma               | Latino 5232                 | |
|          | B     | Occitania, XIII secolo                 | Biblioteca nazionale di Francia, Parigi | BN f.f. 1592                | |
|          | C     | Occitania, XIV secolo                  | Biblioteca nazionale di Francia, Parigi | BN f.f. 856                 | |
|          | D     | Lombardia, 12 agosto 1254              | Biblioteca Estense, Modena              | Estero 45 = α.R.4.4         | "collectio, anno 1254 elucubrata, poetarum qui Provinciali, ut aiunt, lingua carmina panxerunt". |
|          | E     | Occitania, XIV secolo                  | Biblioteca nazionale di Francia, Parigi | BN f.f. 1749                | |
|          | F     | Lombardia, XIV secolo                  | Biblioteca Vaticana, Roma               | Chigi L.IV.106              | |
|          | G     | Lombardia o Venezia, tardo XIII secolo | Biblioteca Ambrosiana, Milano           | R 71 sup.                   | Contiene notazioni musicali. |
|          | H     | Lombardia, tardo XIII secolo           | Biblioteca Vaticana, Roma               | Latino 3207                 | |
|          | I     | Lombardia, XIII secolo                 | Biblioteca nazionale di Francia, Parigi | BN f.f. 854                 | |
|          | J     | Occitania, XIV secolo                  | Biblioteca Nazionale, Firenze           | Conventi Soppressi F.IV.776 | |
|          | K     | Lombardia, XIII secolo                 | Biblioteca nazionale di Francia, Parigi | BN f.f. 12473               | |
|          | L     | Lombardia, XIV secolo                  | Biblioteca Vaticana, Roma               | Latino 3206                 | |
|          | M     | Lombardia, XIV secolo                  | Biblioteca nazionale di Francia, Parigi | BN f.f. 12474               | |
|          | N     | Lombardia, XIV secolo                  | Pierpont Morgan, New York               | 819                         | Il manoscritto di Filippo. |
|          | O     | Lombardia, XIV secolo                  | Biblioteca Vaticana, Roma               | Latino 3208                 | |
|          | P     | Lombardia, 1310                        | Biblioteca Laurenziana, Firenze         | XLI.42                      | |
|          | Q     | Lombardia, XIV secolo                  | Biblioteca Riccardiana, Firenze         | 2909                        | |
|          | R     | Tolosano o Rouergue, XIV secolo        | Biblioteca nazionale di Francia, Parigi | BN f.f. 22543               | Contiene più notazioni musicali di ogni altro manoscritto. Forse prodotto per Enrico II di Rodez. |
|          | S     | Lombardia, XIII secolo                 | Bodleian Library, Oxford                | Douce 269                   | |
|          | Sg    | Catalogna, XIV secolo                  | Biblioteca de Catalunya, Barcellona     | 146                         | Il famoso Cançoner Gil. Siglato Z nella nomenclatura utilizzata da François Zufferey. |
|          | T     | Lombardia, tardo XIII secolo           | Biblioteca nazionale di Francia, Parigi | BN f.f. 15211               | |
|          | U     | Lombardia, XIV secolo                  | Biblioteca Laurenziana, Firenze         | XLI.43                      | |
|          | V     | Catalogna, 1268                        | Biblioteca Marciana, Venezia            | fr. App. cod. XI            | |
|          | W     | forse Artois, 1254–c.1280              | Biblioteca nazionale di Francia, Parigi | BN f.f. 844                 | Anche il manoscritto troviero M. Contiene il Canzoniere del re di Teobaldo I di Navarra. Possibilmente prodotto per Carlo I di Napoli. Contiene notazioni musicali.                                                                            |
|          | X     | Lorena, XIII secolo                    | Biblioteca nazionale di Francia, Parigi | BN f.f. 20050               | Chansonnier de Saint-Germain-des-Prés. Contiene anche il manoscritto dalla lirica dei trovieri siglato U e quindi porta i segni dell'influenza francese. Contiene notazioni musicali. Di proprietà di Saint-Germain-des-Prés nel XVIII secolo. |
|          | Y     | Francia/Lombardia, XIII secolo         | Biblioteca nazionale di Francia, Parigi | BN f.f. 795                 | |
|          | Z     | Occitania, XIII secolo                 | Biblioteca nazionale di Francia, Parigi | BN f.f. 1745                | |

## Oltre l'Occitania

### I trovieri
Nella Francia settentrionale abbiamo i trovieri che compongono in lingua d'oïl, la cui cultura s'interseca con quella occitana dei trovatori. La personalità più importante di questo movimento culturale è senz'altro Chrétien de Troyes.

### La lirica trobadorica in Italia
Anche in Italia, soprattutto nel Settentrione, l'influsso della cultura occitana fu decisivo. Tra i seguaci della poesia trobadorica, scritta in lingua occitana, troviamo i nomi di Alberico da Romano, Dante da Maiano, Lanfranco Cigala, Percivalle Doria, Rambertino Buvalelli, Sordello da Goito e tanti altri. La lirica occitana influenzò fortemente anche la scuola siciliana e quella toscana, che però utilizzano ormai i loro rispettivi volgari, il siciliano aulico e il toscano, come ad esempio il poeta per antonomasia Dante, che nel canto XXVI del Purgatorio metterà in bocca del suo tanto ammirato Arnaut Daniel versi nostalgici declamati in occitano.
Tan m'abellis vostre cortes deman,
qu'ieu no me puesc ni voill a vos cobrire.
 Ieu sui Arnaut, que plor e vau cantan;
consiros vei la passada folor,
e vei jausen lo joi qu'esper, denan.
 Ara vos prec, per aquella valor
que vos guida al som de l'escalina,
sovenha vos a temps de ma dolor!

### La lirica trobadorica nella penisola iberica

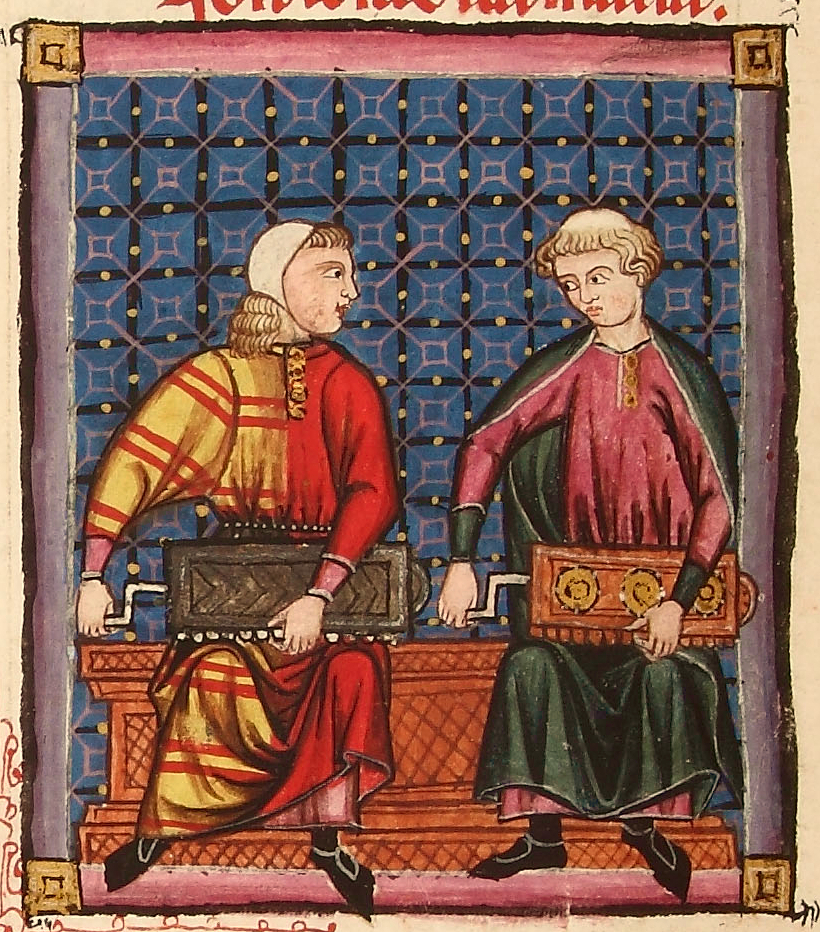
Sinfonia di Cantiga dalle Cantigas de Santa Maria

La penisola iberica, come altre regioni centro-europee e del Mediterraneo, subì il forte influsso della lirica trobadorica, che possiamo in sintesi riassumere in due modi diversi di concepirne l'arte: principalmente imitandone lo stile e scrivendone i testi in lingua occitana, come avvenne per i trovatori della Catalogna e del Valenzano. Nella regione della Galizia e del Portogallo settentrionale, invece, tra il XII e il XIV secolo, si sviluppa un originale movimento, definito con il termine trovadorismo (in Portogallo) e trobadorismo (in Galizia), che aveva la peculiarità di utilizzare (come successe per i trovieri della Francia settentrionale) la lingua locale, vale a dire il galiziano-portoghese, la primitiva lingua da cui deriveranno poi il portoghese e il galiziano moderni. Inoltre, l'ispirazione dei poeti-cantori attingeva materia dalla tradizione in situ, mentre l'influsso occitano si presentava piuttosto attenuato. Anche se la maggior parte dei poeti, dei quali si possiedono riferimenti, provenivano dalla Galizia e dal Portogallo settentrionale, la lingua galiziano-portoghese [della poesia lirica] venne coltivata comunque da una moltitudine di poeti di altri luoghi della penisola iberica (l'esempio più notevole è rappresentato da Alfonso X il Saggio, autore delle Cantigas de Santa Maria, ugualmente in galiziano-portoghese), arrivando ad essere una lingua fondamentale nella lirica colta della Castiglia dei secoli XIII e XIV.

## Sviluppi successivi

### I Consistori di Tolosa e Barcellona
L'intenzione di proseguire nel solco della tradizione trobadorica, dopo la diaspora culturale occitana successiva alla crociata albigese, si deve all'istituzione del Consistori del Gay Saber di Tolosa e al suo, in effetti nient'altro che clone, Consistori de Barcelona. Questi non fanno altro che regolamentare con norme (poetiche, stilistiche, morali, religiose) abbastanza rigide la lirica e gli stilemi di quel glorioso passato che fu la poesia trobadorica. In effetti, sebbene formalmente regolamentato e ispirato a quel periodo aureo, ai nuovi poeti partecipanti negli agoni poetici allestiti annualmente dal Consistori (i cosiddetti Jocs florals) veniva proibito di cantare l'amor cortese adulterino dei bei tempi andati, travisandone, in questo modo, lo spirito, oltre al fatto che la situazione socio-culturale e politica, che alimentava il fuoco dell'arte occitana del XII-XIII secolo, era profondamente mutata.

### Il neotrobadorismo
Nella penisola iberica, la tradizione dei trovatori sembra rifiorire nel XX secolo con la corrente culturale cosiddetta del neotrobadorismo, un'avanguardia poetica sorta intorno al 1930, subito dopo la divulgazione in Galizia della lirica medievale galiziano-portoghese, tramite l'edizione commentata di J. Joaquin Nunes (1928). La cultura trobadorica da cui attinge questo movimento, ovviamente, non è quella occitanica, ma dei trovatori galiziano-portoghese. Il neotrobadorismo continuerà nel dopoguerra fino ai nostri giorni.